# O damie, która oddaje Wenus swoje lustro
O damie, która oddaje Wenus swoje lustro (ang. The Lady Who Offers Her Looking-Glass to Venus) – fraszka osiemnastowiecznego angielskiego poety Matthew Priora.

## Charakterystyka ogólna
Utwór Priora jest czterowersowym epigramatem, w żartobliwy sposób poruszającym skądinąd poważny problem starzenia się i związanej z tym utraty dotychczasowej urody.
Venus, take my votive glass:
Since I am not what I was,
What from this day I shall be,
Venus, let me never see.

## Forma
Omawiany wiersz ma postać monostrofy składającej się z czterech wersów siedmiozgłoskowych, realizujących model trocheicznego czterostopowca katalektycznego (SsSsSsS), rymowanej aabb.

## Treść
Fraszka Priora jest apelem jakiejś kobiety, która oddaje Wenus, starożytnej bogini miłości, swoje lustro stwierdzając, że w żadnym wypadku nie chce się w nim przeglądać taka, jaka jest teraz albo będzie w przyszłości, bo najwyraźniej woli zapamiętać swoje odbicie z czasów, gdy była piękna i młoda.

## Pochodzenie
Matthew Prior ubrał w angielskie słowa treść, której sam nie wymyślił. Wykorzystany przez angielskiego poetę motyw ma starożytny rodowód i pochodzi z Antologii palatyńskiej. W epigramacie Okrutne zwierciadło niejaka Lais oddaje swoje lustro Afrodycie, zdając sobie sprawę, że już w nim nie zdoła zobaczyć swojej dawnej urody, która kiedyś przyciągała do niej rzesze wielbicieli.

## Przekład
Epigramat Priora przełożył na język polski Wiktor J. Darasz. Tłumacz zastosował jambiczny dziewięciozgłoskowiec.